# Consanguineus lethi sopor

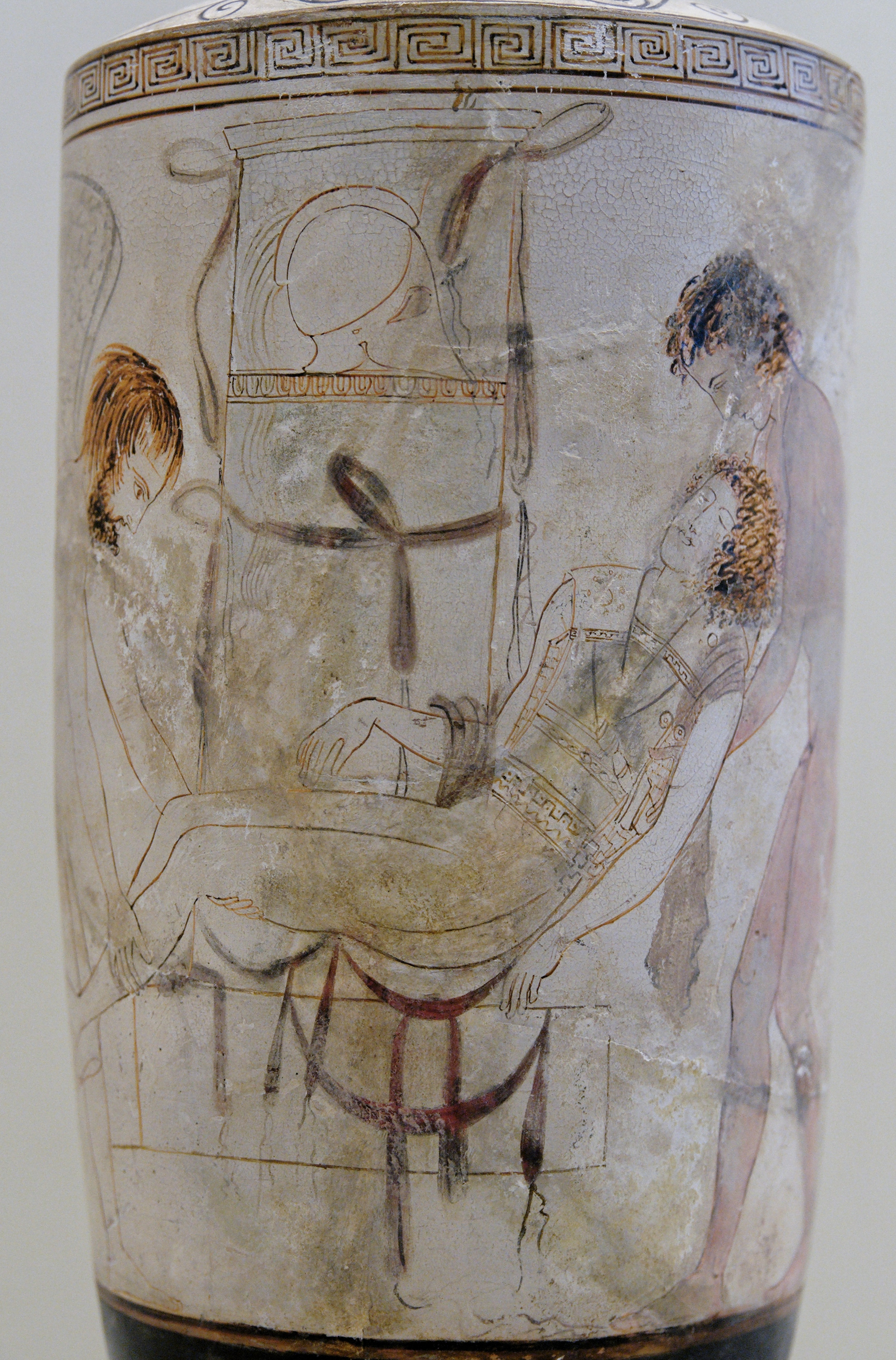
Ipno e Thanatos trasportano il corpo di Sarpedonte, da una lekythos a fondo bianco del Pittore di Thanatos (ca. 460 a.C.) al British Museum, Londra.

Consanguineus lethi sopor è una locuzione latina, che significa «il sonno è fratello della morte».

## Riferimenti
L'espressione, in una forma simile, la si trova in Omero, che nel XVI libro dell'Iliade, espressamente definisce il sonno (Ipno) e morte (Thanatos) come fratelli.
L'espressione, in una forma simile, viene utilizzata da Omero nel XIV libro dell'Iliade, quando definisce Ipno (sonno) e Tanato (morte) come gemelli (da qui la celebre locuzione latina) e descrive come furono mandati da Zeus su richiesta di Apollo, per recuperare il corpo di Sarpedonte, ucciso da Patroclo, al fine di portarlo in Licia e tributargli gli onori funebri del caso:
Ed alla Morte, che alla licia gente

Il portino. I fratelli ivi e gli amici

L’onoreranno di funereo rito

E di tomba e di cippo, alle defunte

Anime forti onor supremo e caro.

[...]

D’immortal veste avvolgi: indi alla Morte

Ed al Sonno gemelli fa precetto

Che all’opime di Licia alme contrade»
(Omero, Iliade vv. 453-458 e 681-683)
L'accostamento si ritrova sia nell'Eneide sia in sant'Agostino; quest'ultimo ne fa uso nel libro IV De anima et eius origine, quando afferma che «Anima sive mortui, sive dormientis, sentit bona et mala in similitudine sui corporis»; inoltre, egli ne accenna anche nella lettera 140 del De gratia novi testamenti liber.